# Enneagrama (geometria)
|  | Aquest article tracta sobre Enneagrama (geometria). Vegeu-ne altres significats a «Enneagrama (desambiguació)». |

Enneagrames presentats com a estelacions seqüencials.

En geometria, un enneagrama (del grec εννεα, ennea, «nou», i γράμμα, gramma, «traç») és una estrella de nou puntes. És anomenat també nonagrama.

## Eneagrama regular
Un enneagrama regular (un polígon estrellat de nou costats) està construït amb l'ús dels mateixos punts que un enneàgon regular però connectat en passos fixos. Té dues formes, representades per un símbol de Schläfli com a {9/2} i {9/4}, connectant cada segon i cada quart punt, respectivament.
Existeix també una figura estrellada, {9/3} o 3{3}, feta a partir dels punts d'un enneàgon regular però connectats com un compost de tres triangles equilàters. Si els triangles estan entrellaçats de manera alternada, dona lloc a un enllaç Brunnià. Aquesta figura estrellada es coneix també com a estrella de Goliat. També existeix l'estrella de David {6/2} o 2{3}.
| Graf complet K9 | Enneàgon {9/1} | Polígon estrellat {9/2} | Figura estrellada 3{3} | Polígon estrellat {9/4} |

## Altres figures d'enneagrames
| L'estelació final de l'icosàedre té cares d'enneagrama 2-isogonals. És un poliedre estrellat 9/4, però els vèrtexs no estan igualment espaiats. | L'enneagrama de la personalitat i l'enneagrama del Quart Camí utilitzen un enneagrama irregular que consisteix en un triangle i un hexagrama irregular. | L'estrella de nou puntes bahá'í. |

## Ús en la cultura popular
- La banda nord-americana de nu metall Slipknot utilitza l'enneagrama de la figura estrellada |9/3| com a símbol.  Arxivat 2015-09-24 a Wayback Machine.
- L'estrella de nou puntes pot simbolitzar els nou regals o fruits de l'Esperit Sant.[4]
- Com a símbol patriòtic de la República de Colòmbia i els seus nou estats fundacionals Estats Units de Colòmbia.